# World Tour w siatkówce plażowej 1990
World Tour w siatkówce plażowej 1990 był drugimi rozgrywkami z cyklu World Tour organizowanymi przez FIVB. W tym sezonie odbyły się cztery turnieje, ponieważ do krajów-gospodarzy dołączyła Francja. Drugi raz z rzędu triumfowali amerykanie Sinjin Smith i Randy Stoklos.

## Zawody

### Mężczyźni
| Turniej                                             | 1 miejsce                    | 2 miejsce                  | 3 miejsce                       | 4 miejsce                               |
| --------------------------------------------------- | ---------------------------- | -------------------------- | ------------------------------- | --------------------------------------- |
| French Open Sete, Francja 27 - 29 lipca             | Andrè Lima Guilherme Marques | John Eddo Sean Fallowfield | Roberto Lopes Franco Neto       | Jean-Philippe Jodard Christian Penigaud |
| Italian Open Lignano, Włochy 1 - 5 sierpnia         | Kent Steffes Tim Hovland     | John Eddo Sean Fallowfield | Eduardo Garrido Roberto Moreira | Dio Lequaglie Marco Solustri            |
| Japan Open Enoshima, Japonia 9 - 11 sierpnia        | Leif Hanson Eric Wurts       | Al Janc Tim Walmer         | Dio Lequaglie Marco Solustri    | Philippe Blaine Alain Fabiani           |
| Brazil Open Rio De Janeiro, Brazylia 12 - 23 lutego | Sinjin Smith Randy Stoklos   | Kent Steffes Tim Hovland   | Andrè Lima Guilherme Marques    | Michael Dodd Jon Stevenson              |